# Средний Гусинец
Средний Гусинец — река в России, протекает по Ненецкому АО. Впадает в озеро Урдюжское на высоте 32 м. Длина реки составляет 10 км.

## Данные водного реестра
По данным государственного водного реестра России относится к Двинско-Печорскому бассейновому округу, водохозяйственный участок реки — Печора от водомерного поста Усть-Цильма и до устья, речной подбассейн реки — бассейны притоков Печоры ниже впадения Усы. Речной бассейн реки — Печора.
Код объекта в государственном водном реестре — 03050300212103000083353.